# Moskvas metro
Moskvas Metro, som dækker det meste af Moskva, er et af verdens mest benyttede metrosystemer. Den er kendt for udsmykningen på mange af dens stationer, som viser smukke eksempler på socialistisk realistisk kunst.
Rutenettet i metroen er i alt på 460,5 km, der er 15 linjer og 263 stationer. Moskvas Metro er et statsejet selskab.
Hver linje kan identificeres ved et alfanumerisk index (som regel bare et nummer), et navn og en farve.

## Linjerne i Moskvas Metro
| Navn                         | Nummer og farve | Russisk navn               | Strækning                                             | Færdiggjort | Nyeste station tilføjet | Længde   | Stationer |
| ---------------------------- | --------------- | -------------------------- | ----------------------------------------------------- | ----------- | ----------------------- | -------- | --------- |
| Sokolnitjeskaja              |                 | Сокольническая             | Kommunarka ↔ Boulevard Rokossovskogo                  | 1935        | 2019                    | 41,52 km | 26        |
| Zamoskvoretskaja             |                 | Замоскворецкая             | Khovrino ↔ Alma-Atinskaja                             | 1938        | 2018                    | 42,9 km  | 24        |
| Arbatsko-Pokrovskaja         |                 | Арбатско-Покровская        | Sjtjolkovskaja ↔ Pjatnitskoje Sjosse                  | 1938        | 2012                    | 45,0 km  | 22        |
| Filjovskaja                  |                 | Филёвская                  | Aleksandrovskij haven ↔ Kuntsevskaja                  | 1958        | 2006                    | 14,9 km  | 13        |
| Koltsevaja                   |                 | Кольцевая                  | Kurskaja - Park Kulturij - Kurskaja ringlinje         | 1950        | 1954                    | 19,3 km  | 12        |
| Kaluzjsko-Rizjskaja          |                 | Калужско-Рижская           | Babusjkinskaja ↔ Medvedkovo                           | 1958        | 1990                    | 37,6 km  | 24        |
| Tagansko-Krasnopresnenskaja  |                 | Таганско-Краснопресненская | Planernaja ↔ Kotelniki                                | 1966        | 2015                    | 42,0 km  | 23        |
| Kalininskaja                 |                 | Калининская                | Tretjakovskaja ↔ Novokosino                           | 1979        | 2012                    | 16,3 km  | 8         |
| Solntsevskaja                |                 | Солнцевская                | Vnukovo Lufthavn ↔ Delovoj center                     | 2014        | 2023                    | 10,7 km  | 5         |
| Serpukhovsko-Timirjazevskaja |                 | Серпуховско-Тимирязевская  | Altufevo ↔ Boulevard Dmitrija Donskogo                | 1983        | 2016                    | 41,47 km | 25        |
| Ljublinsko-Dmitrovskaja      |                 | Люблинско-Дмитровская      | Fiztekh ↔ Zjablikovo                                  | 1995        | 2023                    | 43,9 km  | 26        |
| Bolsjaja koltsevaja          |                 | Большая кольцевая          | Savjolovskaja ↔ Kakhovskaja ↔ Savjolovskaja ringlinje | 2018        | 2023                    | 62,6 km  | 31        |
| Butovskaja                   |                 | Бутовская                  | Bittsevskij park ↔ Buninskaja alleja                  | 2003        | 2014                    | 10,0 km  | 7         |
| Monorail                     |                 | Монорельс                  | Ulitsa Sergeja Ejzensjtejna ↔ Timirjazevskaja         | 2004        | 2004                    | 4,7 km   | 6         |
| Centrale cirkellinje         |                 | МЦК                        | Okruzjnaja ↔ Likhobory ringlinje                      | 2016        | 2016                    | 54 km    | 31        |
| Nekrasovskaja                |                 | Некрасовская               | Tretjakovskaja ↔ Novokosino                           | 1979        | 2012                    | 16,3 km  | 8         |
| Total:                       | Total:          | Total:                     | Total:                                                | Total:      |                         | 460,5    | 263       |

## Historie
De første planer for et metro-system i Moskva dateres tilbage til Det Russiske Kejserrige, men blev udskudt af Første Verdenskrig, Oktoberrevolutionen og den russiske borgerkrig. I 1923 havde Moskvas byråd etableret et designkontor der under Moskvas Jernbaner skulle udvikle planer for undergrundsbanen. I 1928 havde lå et projekt for første linje fra Sokolniki til centrum klar. Samtidig blev det tyske firma Siemens Bauunion anmodet om at fremlægge et projekt, de havde udarbejdet for samme rute. I juni 1931 blev beslutningen om at påbegynde opførelsen af Moskvas Metro truffet af Central Kommiteen for Sovjetunionens kommunistiske parti. I januar 1932 blev planen for de første linjer godkendt, og den 21. marts 1933 godkendte den sovjetiske regering en plan, der indeholdt 10 linjer med en samlet længde på 80 km.
De første linjer blev anlagt i overensstemmelse med generalplanen for udvikling af Moskva udarbejdet af Lazar Kaganovitj. Moskvas Metro bygningsingeniører konsulterede deres kolleger fra London Underground, verdens ældste metro system. Dels på grund af disse forbindelser kom Gants Hill Station i London, der blev afsluttet langt senere, til at minde om en Moskvas metros stationer.
Sovjetiske arbejdere udførte anlægs- og udsmykningsarbejderne, mens de tekniske detaljer, ruter og byggeplaner blev håndteret af specialister rekrutteret fra London Underground. De britiske specialister anbefalede udgravning i tunnelgange i stedet for åbne udgravninger, brug af rulletrapper i stedet for elevatorer, og de skitserede rutenettet og udformningen af det rullende materiel. Adskillige af de britiske ingeniører blev anholdt for spionage af NKVD, fordi de havde indsamlet et indgående kendskab til byens infrastruktur.